# George McLeod (calciatore)
George James McLeod (Inverness, 30 novembre 1932 – Luton, 5 settembre 2016) è stato un calciatore scozzese, di ruolo centrocampista.

## Caratteristiche tecniche
Era un'ala.

## Carriera
McLeod inizia a giocare a livello semiprofessionistico nella Highland League (de facto la quinta divisione scozzese) prima con i Brora Rangers e poi con il Clachnacuddin, club che nel gennaio del 1955 lo cede al Luton Town, club della seconda divisione inglese: l'ala trascorre qui la seconda metà della stagione 1954-1955, giocando però solamente con le riserve del club, che peraltro nel frattempo conquista la promozione in prima divisione; è proprio in questa categoria che l'anno seguente, all'età di 23 anni, esordisce tra i professionisti, giocando però solamente una partita in tutta la stagione. A partire dalla stagione 1956-1957 gioca comunque con maggiore regolarità: segna infatti un gol in 15 presenze, diventando poi di fatto titolare (34 presenze) nella stagione 1957-1958, durante la quale segna anche 4 reti; nell'ottobre del 1958, dopo un'ultima presenza con gli Hatters, viene ceduto a titolo definitivo al Brentford, con cui trascorre le quattro stagioni seguenti giocando regolarmente da titolare in terza divisione, per poi trascorrere la sola stagione 1962-1963 in quarta divisione (con vittoria del campionato) e giocare nuovamente in terza divisione nella stagione 1963-1964, per un totale di 232 presenze e 22 reti tra tutte le competizioni ufficiali con le Bees. Trascorre poi la seconda metà della stagione 1963-1964 e l'intera stagione 1964-1965 segnando 4 reti in 41 presenze con il QPR, sempre in terza divisione, per poi nel 1965, all'età di 33 anni, ritirarsi, dopo un'ultima breve parentesi con il Port Elizabeth City nella prima divisione sudafricana.
In carriera ha totalizzato complessivamente 299 presenze e 29 reti nei campionati della Football League.

## Palmarès

### Club

#### Competizioni nazionali
- Campionato inglese di quarta divisione: 1

Brentford: 1962-1963